# Jeffrey Sachs
Jeffrey Sachs (Detroit, 5 novembre 1954) è un economista e saggista statunitense. È stato direttore dell'Earth Institute alla Columbia University dal 2002 al 2016.
Nel 2004 e nel 2005 è stato inserito fra i Time 100.

## Biografia
Sachs è cresciuto a Oak Park, un sobborgo di Detroit, nel Michigan, di famiglia ebraica, figlio di Joan Abrams e Theodore Sachs, un avvocato del lavoro. Si è diplomato alla Oak Park High School e ha frequentato l'Harvard College dove si è laureato nel 1976 per poi ottenere sempre ad Harvard, il MA ed il Ph.D in economia. Nel 1980 è entrato a far parte della facoltà di economia di Harvard come assistente ed è promosso professore associato nel 1982. Un anno dopo, all'età di 28 anni, diventa professore di economia ad Harvard, quindi direttore del Centro Earth delle Nazioni Unite situato presso la Columbia University.
Jeffrey Sachs ha svolto attività di consulenza per diversi capi di Stato e governi nel corso della sua carriera. Ad esempio, ha consigliato il governo polacco nel 1989, il team economico del presidente sovietico Mikhail Gorbaciov nel 1990-1991, il team economico del presidente russo Boris Eltsin nel 1991-1993 e il team economico del presidente ucraino Leonid Kuchma nel 1993-1994
Dal 2001 al 2018, Jeffrey Sachs ha ricoperto il ruolo di consigliere speciale del segretario generale delle Nazioni Unite, collaborando con Kofi Annan, Ban Ki-moon e António Guterres.  Durante il mandato di Kofi Annan, è stato nominato consigliere speciale nel 2002, con un ruolo focalizzato sugli obiettivi di sviluppo del millennio (MDGs), otto obiettivi internazionali sanciti per ridurre la povertà estrema, la fame e le malattie. 

## Controversie e opinioni politiche

### Guerra in Ucraina
Più volte ospite nei programmi di Vladimir Soloviev, Sachs sostiene tesi molto vicine a quelle della Federazione Russa. A partire dalle proteste di Maidan del 2014, secondo cui la destituzione di Yanukovich sarebbe stata organizzata dalla CIA.
Nel maggio 2022 afferma che il conflitto in Ucraina sia in realtà una guerra per procura degli Stati Uniti e che l'invasione russa sarebbe diretta conseguenza dell'allargamento della NATO ad est.
Nel marzo 2023 un gruppo di 340 economisti pubblicarono una lettera aperta, criticando le sue opinioni riguardo la guerra tra Russia e Ucraina.
Il 9 e il 10 giugno 2025, assieme a Sergej Lavrov, a Maria Zakharova e ad Alex Jones, partecipa al Forum of the Future 2050 organizzato da Tsargrad, emittente televisiva di proprietà di Konstantin Malofeev e ideologicamente affine ad Alexander Dugin.

### Invasione russa della Georgia
Nel suo articolo The New World Economy, pubblicato il 10 gennaio 2023, sostiene che l'invasione russa del 2008 in Georgia sia in realtà colpa della NATO.

### Genocidio degli uiguri
Secondo Sachs non ci sarebbero prove del genocidio nello Xinjiang e che il termine genocidio sia ingiustificato.

### COVID-19
Nel luglio 2022 sostenne in un'intervista la teoria cospirazionista secondo cui il Covid-19 sarebbe stato creato e fuoriuscito accidentalmente nei biolaboratori degli Stati Uniti.

### Guerra di Gaza
Da sempre critico nei confronti del governo di Benjamin Netanyahu, sostiene che l'unica soluzione per porre fine alla guerra a Gaza è quella di riconoscere lo Stato palestinese e i confini antecedenti al 5 giugno 1967.

## Vita privata
Sachs vive a New York con la moglie Sonia Ehrlich Sachs, pediatra. Hanno tre figli di nome Lisa, Adam e Hannah.

## Opere
- Sachs, Jeffrey (2020). The Ages of Globalization. Columbia University Press, ISBN 9780231193740
- Sachs, Jeffrey (2015). The Ages of Sustainable Development, ISBN 9788883502316
- Sachs, Jeffrey (2013). To Move the World: JFK's Quest for Peace. Random House, ISBN 978-0812994926
- Sachs, Jeffrey (2011). The Price of Civilization: Reawakening American Virtue and Prosperity  Random House ISBN 978-1-4000-6841-8
- Sachs, Jeffrey (2008). Common Wealth: Economics for a Crowded Planet Penguin Press HC ISBN 978-1-59420-127-1
- Humphreys, Macartan, Sachs, Jeffrey, and Stiglitz, Joseph (eds.). "Escaping the Resource Curse" Columbia University Press ISBN 978-0-231-14196-3
- Sachs, Jeffrey (2005). The End of Poverty: Economic Possibilities for Our Time Penguin Press HC ISBN 1-59420-045-9
- Sachs, Jeffrey (2003). Macroeconomics in the Global Economy Westview Press ISBN 0-631-22004-6
- Sachs, Jeffrey (2002). A New Global Effort to Control Malaria (Science), Vol. 298, October 4, 2002
- Sachs, Jeffrey (2002). Resolving the Debt Crisis of Low-Income Countries (Brookings Papers on Economic Activity), 2002:1
- Sachs, Jeffrey (2001).  The Strategic Significance of Global Inequality (The Washington Quarterly), Vol. 24, No. 3, Summer 2001
- Sachs, Jeffrey (1997). Development Economics Blackwell Publishers ISBN 0-8133-3314-8
- Sachs, Jeffrey and Pistor, Katharina. (1997). The Rule of Law and Economic Reform in Russia (John M. Olin Critical Issues Series (Paper)) Westview Press ISBN 0-8133-3314-8
- Sachs, Jeffrey (1994). Poland's Jump to the Market Economy (Lionel Robbins Lectures) MIT Press ISBN 0-262-69174-4
- Sachs, Jeffrey (1993). Macroeconomics in the Global Economy Prentice Hall ISBN 0-13-102252-0
- Sachs, Jeffrey (ed) (1991). Developing Country Debt and Economic Performance, Volume 1 : The International Financial System (National Bureau of Economic Research Project Report) University of Chicago Press ISBN 0-226-73332-7
- Sachs, Jeffrey and Warwick McKibbin Global Linkages: Macroeconomic Interdependence and Co-operation in the World Economy, Brookings Institution, June, 277 pages. (ISBN 0-8157-5600-3)
- Sachs, Jeffrey (ed) (1989). Developing Country Debt and the World Economy (National Bureau of Economic Research Project Report) University of Chicago Press ISBN 0-226-73338-6
- Bruno, Michael and Sachs, Jeffrey (1984), "Stagflation in the World Economy"